# ふじ1号
ふじ1号（Fuji-OSCAR 12、JAS-1/FO-12(Japan Amateur Satellite-one)）は、1986年8月13日に種子島宇宙センター(TNSC)から打ち上げられた人工衛星で、日本のアマチュア無線組織として初のアマチュア衛星である。打上げの本務衛星は、測地実験衛星(EGS)「あじさい」で、日本における宇宙機の打上げにおいて初のピギーバック打上げであった。なお、他にもう1機の相乗りがあり、磁気軸受フライホイール実験装置 (MABES)「じんだい」が構体ペイロードとして打ち上げられた。

## 衛星の概要
- 開発・運用機関：日本アマチュア無線連盟(JARL)
- 形状：40 x 40 x 47cm の26面体
- 打ち上げ機関：宇宙開発事業団(NASDA)（現 宇宙航空研究開発機構(JAXA)）
- 打ち上げ履歴：1986年8月13日5時45分(JST)に大崎射場から打上げられ，同日6時47分チリで分離確認、同7時5分イギリスのサレー大学でもテレメトリーを受信、同7時38分東京都豊島区のJARL管制局でも受信に成功、JARLでは打上げ成功を記念し｢ふじ｣と命名。同日夕刻の第8周回目に関東電気通信監理局による検査、及び衛星を介しての実通試験が行われた。（当初は「ふじ」であったが、2号が運用されてから区別するため「1号」となった）
- 呼び出し符号：アマチュア衛星局8J1JASとして免許付与（1986年8月13日）。アナログ中継器による運用開始。
- 運用停止：1989年11月5日、電池劣化による。
- ミッション系諸元：アップリンク回線145MHz帯、ダウンリンク回線435MHz帯（Jモード）。 CWビーコン・SSB周波数435.795MHz、送信電力1W。デジタル系中継器（電子掲示板、電子メール）アップリンク周波数145.85、.87、.89、.91MHz(MFSK)、ダウンリンク周波数435.91MHz(PSK) 。データ通信速度1,200bps。
- 通信機能：音声および電信信号の中継、デジタルパケット信号の中継。